# Carex carsei
Carex carsei är en halvgräsart som beskrevs av Donald Petrie. Carex carsei ingår i släktet starrar, och familjen halvgräs. Inga underarter finns listade i Catalogue of Life.